# ジョセフ・マーフィー
ジョセフ・マーフィー（Joseph Murphy, 1898年5月20日 - 1981年12月15日）は、米国で活動したアイルランド出身の宗教家、著述家。ニューソートのディヴァイン・サイエンス教会に属し、主に牧師として活動した。
潜在意識を利用・操作することで自らや周りの人さえも成功、幸福へと導く積極思考（ポジティブシンキング）「潜在意識の法則」を提唱した。関連著作は自己啓発書として広く流通している。ニューソート関係の思想家では最も愛好された人物のひとりで、積極思考がポピュラーカルチャーに広まるうえで重要な役目を果たした。
日本には大島淳一（＝渡部昇一）や島津幸一によって、産業能率大学出版部や三笠書房、騎虎書房（現・きこ書房）の出版を通して紹介された。

## 略歴
アイルランドとイギリスで教育を受ける。著書の記述によると、父は学校の校長だった。
幼年時、末の妹エリザベスが祖母の急死を幻視するという体験をしたことが、現実を超えた世界への関心を呼び起こした。少年時代は、イエズス会の会員であったという。
青年時代、サルコーマという悪性腫瘍を患ったが、ニューソートの祖フィニアス・クインビーなどが用いた「潜在意識への呼びかけ」による心理的療法によって、完治したという自身の経験が、彼の思想形成の出発点となった。
その後、ロサンゼルスのニューソートのディヴァイン・サイエンス教会において、牧師職をつとめ、28年にわたり活動した。
妻によれば、その生活は簡素で、もっぱら仕事と読書に費やされていたという。

## 思想
先行するニューソート思想家のフィニアス・クインビー、エメット・フォックス、ラルフ・ウォルド・トライン、超越主義哲学のラルフ・ワルド・エマーソン、心理学者のウィリアム・ジェームズなどの影響が随所に認められる。特にアーネスト・ホームズの影響を強く受けたという。
聖書の「処女懐胎」「天国、地獄」「復活」などの奇跡を否定、聖書は寓意的な比喩によって記述されていると述べる。
独自に易の研究を行って通俗化し、栄光を引き寄せるいわゆる「引き寄せの法則」と積極思考（マーフィーは「アファメーション」と呼んでいた）との相関関係を主張した。彼の思想は、精神の力が物理的現実、物質に直接影響を与えると積極的に考えるものである。
成功の秘訣は、
1. 建設的に考えること
2. 楽しい想像をする習慣
3. （自信をもって）祈ること
4. 行動すること

（『マーフィー博士　最後のことば』）

## 主な著書
- 『眠りながら巨富を得る ―マーフィーの成功法則実践編―』大島淳一・訳、産業能率大学出版部 ISBN 4382055873
- 『眠りながら成功する』 同上、ISBN 978-4382050174
- 『マーフィー 自分に奇跡を起こす心の法則』 三笠書房 ISBN 4837907695
- 『あなたも幸せになれる』桑名一央・訳　産業能率大学出版部 ISBN 4382044006
- 『眠りながら奇跡を起こすCDブック』 富永佐知子・訳　きこ書房 ISBN 4877712348